# Хигер, Роман Яковлевич
Роман (Рувим) Яковлевич Хи́гер (21 сентября 1901, Одесса — 26 апреля 1985, Москва) — советский архитектурный критик, архитектор и инженер, один из идеологов конструктивизма. Автор работ по вопросам жилищного строительства.

## Биография
Родился 21 сентября 1901 года в Одессе в многодетной еврейской семье. После окончания Одесского строительного техникума был командирован профсоюзной организацией в Москву для поступления в институт. Учился у профессора И. А. Голосова сначала в Московском политехническом институте, затем, после расформирования института, в МИГИ и МВТУ; выполнил под его руководством ряд новаторских проектов (баня на хуторе, вокзал, цирк, пассаж-отель с рестораном на крыше и др.), а также особо отмеченный дипломный проект «Дворец труда». Окончил МВТУ в 1926 году.
Во второй половине 1920-х годов Р. Я. Хигер был сторонником идей конструктивизма, вступал в открытую полемику с представителями других архитектурных течений. В 1928 году он по собственной инициативе написал и принёс в редакцию издаваемого конструктивистами журнала «Современная архитектура» статью «К вопросу об идеологии конструктивизма в современной архитектуре», где изложил принципы течения и в довольно резких фразах ответил на появившуюся в прессе критику конструктивизма. Статью опубликовали, а Хигеру предложили вступить в творческое объединение архитекторов-конструктивистов ОСА и стать членом редколлегии журнала, которая фактически выполняла роль руководящего органа ОСА; позднее Хигер стал заместителем А. А. Веснина и М. Я. Гинзбурга в редакции журнала. По словам С. О. Хан-Магомедова, «В Хигере лидеры ОСА увидели человека, который может „на равных“ вести полемику с критиками конструктивизма, которые всё чаще стали прибегать к философско-идеологическим ярлыкам». Позднее, в ходе обострения полемики между конструктивистами и рационалистами, Хигер подвергал «разносной критике» проекты творческой группировки рационалистов АСНОВА, обвинял противников в «упадочничестве».

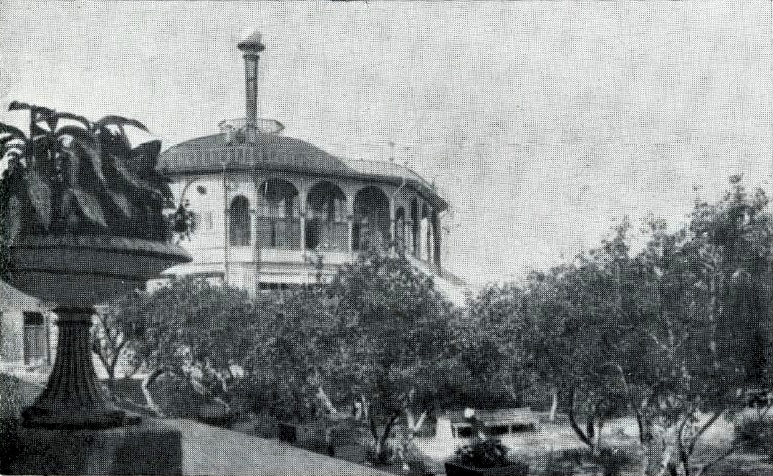
Южный речной вокзал, фото 1930-х гг.

В 1930-х годах Р. Я. Хигер стал одним из ведущих архитектурных критиков. Он оценивал новаторские течения в советской архитектуре 1920-х годов весьма критически, обращая внимание, по словам Хан-Магомедова, «главным образом на выявление „ошибочных“ положений в их творческих кредо». Вместе с тем, в статьях Хигера впервые было описано и профессионально охарактеризовано творчество таких ярких представителей архитектуры 1920-х годов, как И. А. Голосов и К. С. Мельников, имена которых в советской печати вплоть до 1980-х годов практически не упоминались.
Параллельно архитектурной критике Р. Я. Хигер занимался вопросами жилищного строительства, опубликовал по этой теме ряд монографий и работ. В 1927 году он вошёл в комиссию Государственного научно-экспериментального института гражданских, промышленных и инженерных сооружений ВСНХ СССР (ГИС) по жилищному строительству в качестве учёного секретаря, позднее занимался вопросами архитектуры жилища и градостроительства в Академии архитектуры, преподавал в Московском архитектурном институте. В начале 1930-х годов по проекту Хигера был построен Южный речной вокзал в Москве, в 1930—1932 — корпус Туберкулёзного института (Яузская аллея, 2).
В июне 1947 году на Совете Академии Архитектуры СССР защитил кандидатскую диссертацию по теме «Опыт планирования населённых мест и жилищного строительства США», где анализировался американский опыт строительства и содержались рекомендации по его практическому использованию в СССР. В марте 1949 года газета «Правда» опубликовала посвящённую Хигеру статью «На ложных позициях», в которой сам Хигер и его работы были обвинены в космополитизме:

Правда, [газета], 1949, № 80 (11187), 21 марта:

Расшаркиваясь перед буржуазным Западом, Хигер выступает в своих «трудах», как яркий проповедник буржуазного конструктивизма. Рабское преклонение перед американской строительной практикой, неприкрытая пропаганда вздорной сказки о жилищных условиях трудящихся в Америке — таковы «идеи», пронизывающие «труды» этого безродного космополита.
В ноябре того же года Р. Я. Хигера лишили учёной степени и уволили из Академии архитектуры. После этих событий Р. Я. Хигер тяжело заболел, проекты и статьи стали единичными и случайными; в последние десятилетия жизни полностью оглох, общался по переписке. Скончался в 1985 году. Похоронен на Кунцевском кладбище.